# Bedford-Nostrand Avenues
Bedford-Nostrand Avenues è una fermata della metropolitana di New York situata sulla linea IND Crosstown. Nel 2019 è stata utilizzata da 2 795 387 passeggeri. È servita dalla linea G, attiva 24 ore su 24.

## Storia
La stazione fu aperta il 1º luglio 1937.

## Strutture e impianti
La stazione è sotterranea, ha due banchine ad isola e tre binari. È posta al di sotto di Lafayette Avenue e possiede sei ingressi, quattro all'incrocio con Bedford Avenue e due sul lato ovest dell'incrocio con Nostrand Avenue.

## Interscambi
La stazione è servita da alcune autolinee gestite da NYCT Bus.
- Fermata autobus